# Indianapolis 500 in 2011
De 95e Indianapolis 500 werd op 29 mei 2011 gereden. Het was de vijfde race uit de IndyCar Series 2011 en de honderdste verjaardag sinds de allereerste Indianapolis 500 uit 1911. De race werd gewonnen door de Brit Dan Wheldon, die de race een tweede keer won na zijn overwinning uit 2005. Hij werd daarmee de achttiende rijder die de race meer dan één keer won. Later dat jaar overleed hij aan de gevolgen van een zwaar ongeluk tijdens de laatste race van het jaar op de Las Vegas Motor Speedway.

## Startgrid

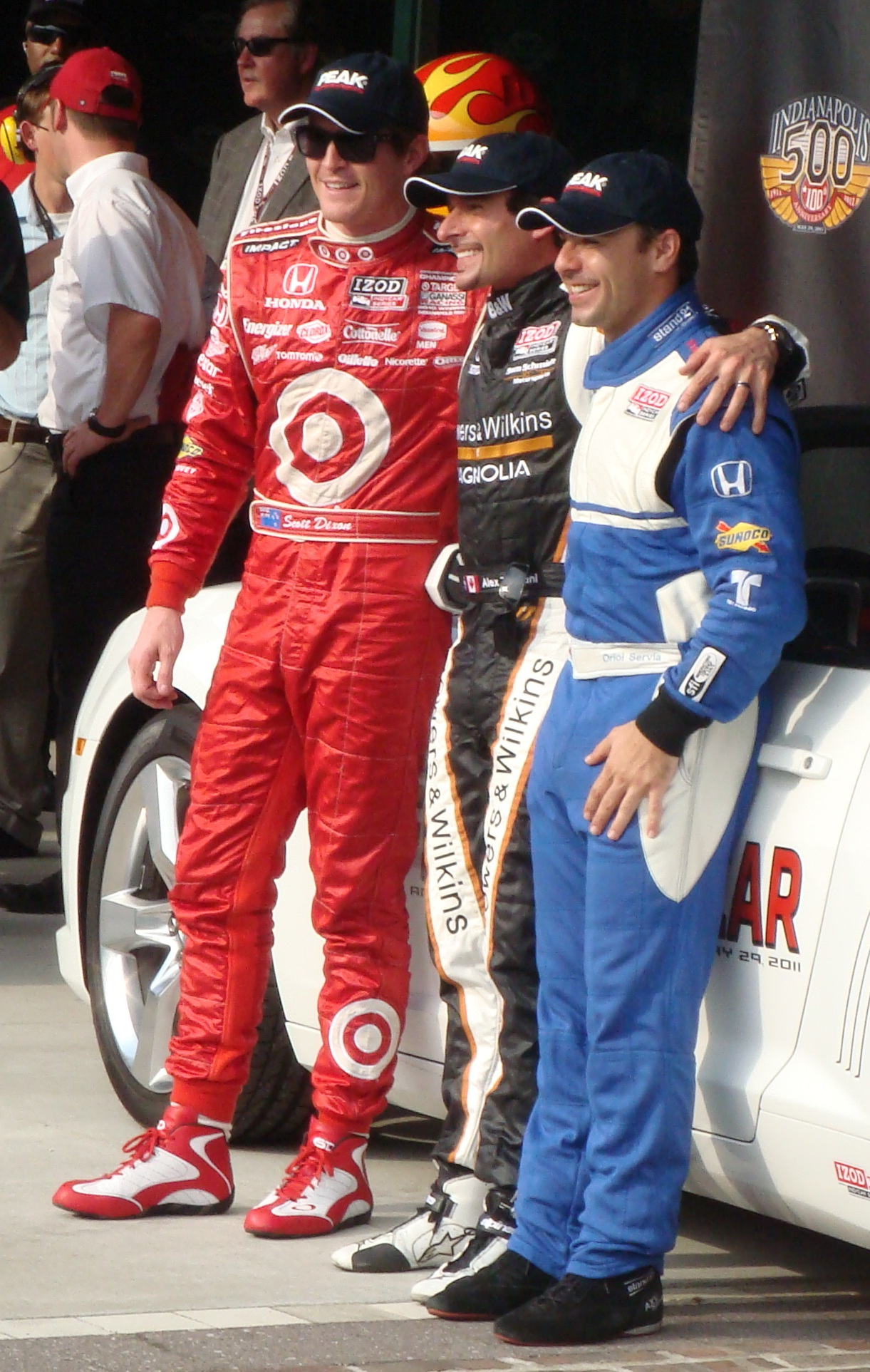
Eerste startrij van links naar rechts: Scott Dixon, Alex Tagliani en Oriol Servia.

Alex Tagliani won op 22 mei de poleposition. Ho-Pin Tung, Mike Conway, Sebastian Saavedra, Raphael Matos en James Jakes konden zich niet kwalificeren, net zoals Patrick Carpentier die Scott Speed verving. Bruno Junqueira kwalificeerde zich op de negentiende plaats, maar werd voor de race vervangen door Ryan Hunter-Reay, die zich niet had kunnen kwalificeren, maar vertrok de race in de auto van Junqueira, startend vanaf de laatste plaats op de grid.
| Rij | Binnen            | Midden              | Buiten           |
| --- | ----------------- | ------------------- | ---------------- |
| 1   | Alex Tagliani     | Scott Dixon         | Oriol Servià     |
| 2   | Townsend Bell     | Will Power          | Dan Wheldon      |
| 3   | Buddy Rice        | Ed Carpenter        | Dario Franchitti |
| 4   | Takuma Sato       | Vitor Meira         | J.R. Hildebrand  |
| 5   | James Hinchcliffe | Bertrand Baguette   | Davey Hamilton   |
| 6   | Hélio Castroneves | John Andretti       | Ernesto Viso     |
| 7   | Justin Wilson     | Jay Howard          | Tomas Scheckter  |
| 8   | Tony Kanaan       | Simona De Silvestro | Paul Tracy       |
| 9   | Danica Patrick    | Ryan Briscoe        | Marco Andretti   |
| 10  | Charlie Kimball   | Graham Rahal        | Alex Lloyd       |
| 11  | Pippa Mann        | Ana Beatriz         | Ryan Hunter-Reay |

## Race

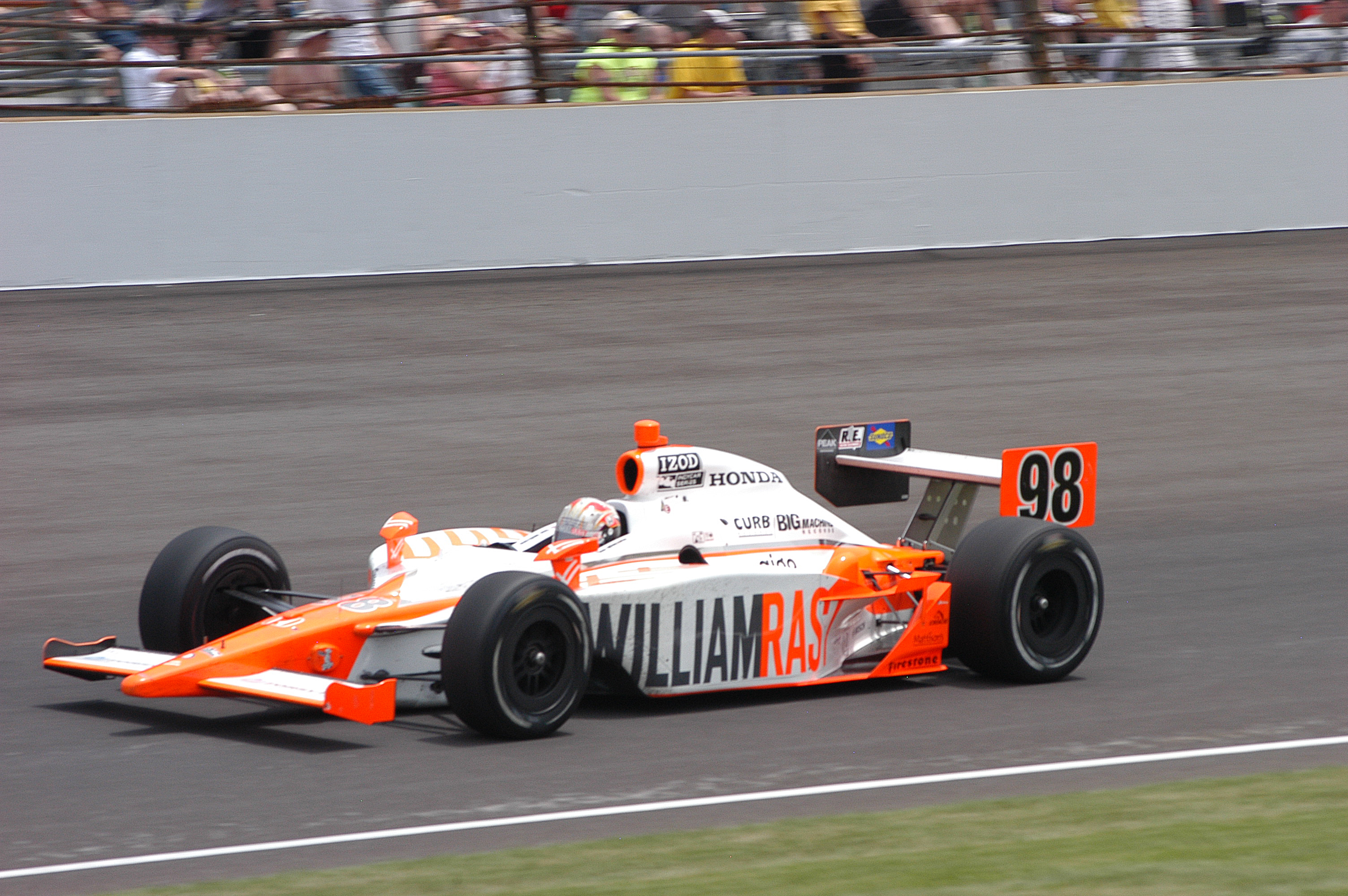
Winnaar Dan Wheldon.

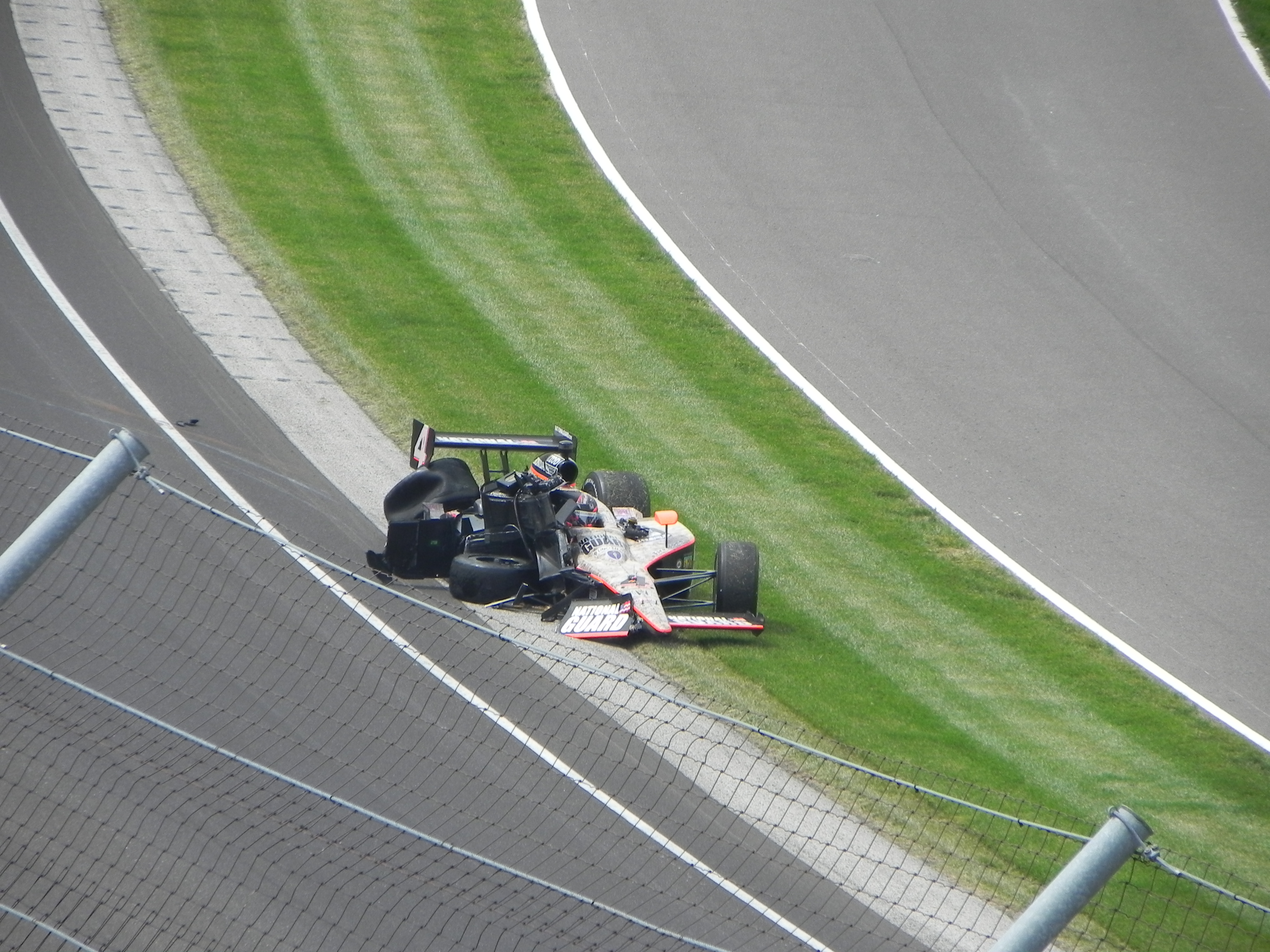
J.R. Hildebrand na de crash.

Beide Chip Ganassi Racing-rijders Dario Franchitti en Scott Dixon maakte tijdens de race de beste indruk, nadat polesitter Alex Tagliani in het begin gelijke tred kon houden, maar hij raakte uiteindelijk de muur en verdween uit de race. Franchitti en Dixon wisselde elkaar af aan de kop van de race en reden afwissend tezamen 124 ronden van de 200 aan de leiding. Ze hadden echter te weinig brandstof over naar het einde van de race zodat ze nog een splash en dash moesten laten uitvoeren in de pit. Op elf ronden van het einde werd Belgisch coureur Bertrand Baguette eerste nadat hij Danica Patrick bijhaalde, maar ook deze twee coureurs moesten drie ronden voor het einde laten bijtanken en zo kwam rookie J.R. Hildebrand aan de leiding. Hij had voldoende brandstof en leek te gaan winnen, maar hij crashte zijn wagen in de allerlaatste bocht. Zijn verhakkelde auto schoof nog over de eindmeet, maar Dan Wheldon kon hem nog net inhalen. Weldon won en Hildebrand werd tweede. Baguette werd zevende, zijn beste resultaat tot nog toe in de IndyCar Series.
| #                                                                                 | Coureur               | Team                           | Ronden | Tijd/ Opgave | Grid | Ronden a/d leiding | Ptn |
| --------------------------------------------------------------------------------- | --------------------- | ------------------------------ | ------ | ------------ | ---- | ------------------ | --- |
| 1                                                                                 | Dan Wheldon           | Bryan Herta Autosport          | 200    | 2:56:11.7267 | 6    | 1                  | 59  |
| 2                                                                                 | J.R. Hildebrand (R)   | Panther Racing                 | 200    | +2.1086      | 12   | 6                  | 44  |
| 3                                                                                 | Graham Rahal          | Chip Ganassi Racing            | 200    | +5.5949      | 29   | 6                  | 38  |
| 4                                                                                 | Tony Kanaan           | KV Racing                      | 200    | +7.4870      | 22   | 0                  | 36  |
| 5                                                                                 | Oriol Servià          | Newman-Haas Racing             | 200    | +8.8757      | 3    | 20                 | 42  |
| 6                                                                                 | Scott Dixon           | Chip Ganassi Racing            | 200    | +9.5434      | 2    | 73                 | 43  |
| 7                                                                                 | Bertrand Baguette     | Rahal Letterman Lanigan Racing | 200    | +23.9631     | 14   | 11                 | 30  |
| 8                                                                                 | Tomas Scheckter       | SH Racing                      | 200    | +24.3299     | 21   | 0                  | 28  |
| 9                                                                                 | Marco Andretti        | Andretti Autosport             | 200    | +25.7411     | 27   | 0                  | 25  |
| 10                                                                                | Danica Patrick        | Andretti Autosport             | 200    | +26.4483     | 25   | 10                 | 23  |
| 11                                                                                | Ed Carpenter          | Sarah Fisher Racing            | 200    | +27.0375     | 8    | 2                  | 26  |
| 12                                                                                | Dario Franchitti      | Chip Ganassi Racing            | 200    | +56.4167     | 9    | 51                 | 24  |
| 13                                                                                | Charlie Kimball (R)   | Chip Ganassi Racing            | 199    | +1 ronde     | 28   | 0                  | 20  |
| 14                                                                                | Will Power            | Team Penske                    | 199    | +1 ronde     | 5    | 0                  | 26  |
| 15                                                                                | Vitor Meira           | A.J. Foyt Enterprises          | 199    | +1 ronde     | 11   | 0                  | 19  |
| 16                                                                                | Justin Wilson         | Dreyer & Reinbold Racing       | 199    | +1 ronde     | 19   | 0                  | 18  |
| 17                                                                                | Hélio Castroneves     | Team Penske                    | 199    | +1 ronde     | 16   | 0                  | 17  |
| 18                                                                                | Buddy Rice            | Panther Racing                 | 198    | +2 ronden    | 7    | 0                  | 20  |
| 19                                                                                | Alex Lloyd            | Dale Coyne Racing              | 198    | +2 ronden    | 30   | 0                  | 15  |
| 20                                                                                | Pippa Mann (R)        | Conquest Racing                | 198    | +2 ronden    | 31   | 0                  | 15  |
| 21                                                                                | Ana Beatriz           | Dreyer & Reinbold Racing       | 197    | +3 ronden    | 32   | 0                  | 15  |
| 22                                                                                | John Andretti         | Andretti Autosport             | 197    | +3 ronden    | 17   | 0                  | 16  |
| 23                                                                                | Ryan Hunter-Reay      | A.J. Foyt Enterprises          | 197    | +3 ronden    | 33   | 0                  | 12  |
| 24                                                                                | Davey Hamilton        | Dreyer & Reinbold Racing       | 193    | +7 ronden    | 15   | 0                  | 16  |
| 25                                                                                | Paul Tracy            | Dreyer & Reinbold Racing       | 175    | +25 ronden   | 24   | 0                  | 13  |
| 26                                                                                | Townsend Bell         | Sam Schmidt Motorsports        | 157    | Contact      | 4    | 0                  | 21  |
| 27                                                                                | Ryan Briscoe          | Team Penske                    | 157    | Contact      | 26   | 0                  | 13  |
| 28                                                                                | Alex Tagliani         | Sam Schmidt Motorsports        | 147    | Contact      | 1    | 20                 | 25  |
| 29                                                                                | James Hinchcliffe (R) | Newman-Haas Racing             | 99     | Contact      | 13   | 0                  | 14  |
| 30                                                                                | Jay Howard (R)        | Sam Schmidt Motorsports        | 60     | Contact      | 20   | 0                  | 14  |
| 31                                                                                | Simona De Silvestro   | HVM Racing                     | 45     | Mechanisch   | 23   | 0                  | 14  |
| 32                                                                                | Ernesto Viso          | KV Racing                      | 27     | Contact      | 18   | 0                  | 14  |
| 33                                                                                | Takuma Sato           | KV Racing                      | 20     | Contact      | 10   | 0                  | 14  |
| Gemiddelde snelheid : 274,01 km/h - Snelste ronde : Dario Franchitti, 361,57 km/h |                       |                                |        |              |      |                    |     |
| Aantal neutralisaties : 7 (40 van de 200 ronden in totaal)                        |                       |                                |        |              |      |                    |     |